# Ascochinga
Ascochinga es una localidad del departamento Colón, en la provincia de Córdoba, Argentina. 
Se encuentra ubicada en las Sierras Chicas, a orillas del río Ascochinga, a 6 km al norte de la localidad de La Granja, a 19 km de Jesús María, y a 60 km de la capital provincial.
Se accede a ella por dos rutas pavimentadas, la RP E 53 y la RP E 66, y también por un camino de montaña, consolidado, de 38 km, que atraviesa la Sierra Chica, denominado Camino del Pungo, que la comunica con La Cumbre, en el Valle de Punilla.
Desde el siglo XIX era un destino turístico privilegiado por la alta sociedad argentina, que se alojaba en diferentes estancias ubicadas en las cercanías, pertenecientes a familias distinguidas, entre ellas la "San Miguel", de la familia del Gobernador Cárcano, "Las Barrancas", famosa por su parque, que perteneció a Dulce L. de Martínez de Hoz; y también se hospedaba en un gran hotel, con campo de golf, que en la actualidad es una colonia de vacaciones de la Fuerza Aérea Argentina, en donde en 1975 Isabel Martínez de Perón estuvo 32 días, acompañada por las esposas de los tres jefes de las Fuerzas Armadas: Alicia Hartridge de Videla, Delia Viera de Massera y Lía González de Fautario.
Además de las instalaciones de ese complejo vacacional, destaca en la planta urbana, la iglesia revestida en piedra, de aspecto normando, consagrada en 1900.
Por el Camino del Pungo, a unos 6 km del poblado, se encuentra el balneario Las Tres Cascadas, sobre el río Ascochinga, de extraordinaria belleza natural.
Ascochinga carece de organización política propia; administrativamente depende de la municipalidad de La Granja, creada en 1969.

## Toponimia
Ascochinga tiene un nombre indígena, cuyo significado sería "perro perdido".

## Población
Cuenta con 394 habitantes (Indec, 2010), lo que representa un descenso del 16% frente a los 407 habitantes (Indec, 2001) del censo anterior.
| Gráfica de evolución demográfica de Ascochinga entre 1991 y 2010 |
|                                                                  |
| Fuente: Censos nacionales del INDEC                              |

## Educación
Existen en la localidad 1 escuela de nivel primario (Ing. Mascias), 1 centro educativo de nivel inicial (jardín de Inf. Ingeniero A. Mascias), donde concurren niños de 4 y 5 años de la misma localidad y de otras localidades vecinas y un secundario con orientación Bachiller en Turismo, IPEM 367.